# Egilmar II
Pour les articles homonymes, voir Egilmar.
Egilmar II (fl. 1108-1142) est comte d'Oldenbourg de 1108 à 1142.
Fils d'Egilmar Ier, comte d'Aldenbuch, et de Richenza von Ditmarschen, Egilmar II succède à son père vers 1108. Il étend ses territoires jusqu'à la Frise. Il porte le titre de comte titulaire de Werle-Rietberg grâce à son mariage.

## Mariage et descendance
Egilmar II épouse Eilika de Werle-Rietberg, fille du comte Henri de Werle-Rietberg. Cinq enfants sont nés de cette union :
- Henri Ier (vers 1122 – 1167), comte d'Oldenbourg, comte de Bruchhausen, comte de Wildeshausen ;
- Christian Ier (vers 1123 – 1167), comte d'Oldenbourg ;
- Béatrice (vers 1124 – avant 1184), épouse en 1150 Frédéric d'Ampfurt ;
- Eilika (vers 1126 – 28 février 1189), épouse le comte Henri Ier de Tecklembourg ;
- Othon (vers 1130 – 22 juillet 1184), prévôt de Brême.